# St. Louis County, Missouri
St. Louis County är ett administrativt område i delstaten Missouri, USA, med 998 954 invånare. Den administrativa huvudorten (county seat) är Clayton. 

## Geografi
Enligt United States Census Bureau har countyt en total area på 1 357 km². 1 316 km² av den arean är land och 41 km² är vatten.

### Angränsande countyn
- Saint Charles County - norr, nordväst
- Madison County, Illinois - nordost
- Staden S: t Louis - öst
- Saint Clair County, Illinois & Monroe County, Illinois - sydost
- Jefferson County - söder
- Franklin County - sydväst

### Orter
- Ballwin
- Bella Villa
- Bellefontaine Neighbors
- Berkeley
- Beverly Hills
- Black Jack
- Breckenridge Hills
- Brentwood
- Bridgeton
- Chesterfield
- Clayton (huvudort)
- Des Peres
- Ellisville
- Eureka
- Fenton
- Ferguson
- Flordell Hills
- Florissant
- Jennings
- Kirkwood
- Ladue
- Manchester
- Maplewood
- Oakland
- Pacific (delvis i Franklin County)
- Sunset Hills
- Wildwood
- Winchester